# 스테파노 릴리팔리
스테파노 얀체 릴리팔리(1990년 1월 10일 ~ )는 네덜란드 출생의 인도네시아의 축구 선수로 현재 보르네오 FC에서 미드필더로 활동하고 있다.

## 클럽 경력
1990년 1월 10일 네덜란드 아른험에서 인도네시아인 아버지과 네덜란드인 어머니 사이에서 태어나 1997년부터 2010년까지 RKSV DCG, AZ 알크마르, FC 위트레흐트의 유소년팀에서 활동하며 위트레흐트의 KNVB 리저브컵 2009-10 시즌 우승을 이끈 뒤 2010년 위트레흐트 성인팀에 정식 합류하여 2011년 8월 VVV-펜로와의 에레비디시 2011-12 시즌 최종전에서 리그 데뷔전을 가졌다.
이후 2012년 알메러 시티로 이적하여 2014년까지 39경기 3골을 기록했고 2014년 일본 J1리그의 콘사돌레 삿포로에 입단했지만 단 1경기도 출전하지 못했으며 2015년 에이르스터 디비시의 SC 텔스타로 이적하여 2017년까지 44경기 9골을 기록했는데 특히 NAC 브레다와의 에이르스터 디비시 2016-17 28라운드 경기에서 이 주의 골에 선정되는 영예를 안기도 했다.
그 후 2017년 에레디비시의 SC 캄뷔르로 이적하여 17경기 8골을 기록한 뒤 2017 시즌 이후 유소년 시절을 비롯해 무려 18년간의 네덜란드에서의 선수 생활을 마치고 인도네시아 1부 리그의 발리 유나이티드 이적을 통해 부친의 고국으로 돌아왔다.
부친의 고국으로 돌아온 후 베트남 V리그 1의 타인호아 FC와의 2018년 AFC컵 G조 조별리그 3차전에서 이 주의 골에 선정되는 활약을 펼쳤고 리가 1 2019에서도 팀의 주축으로 활약하며 팀의 창단 첫 리그 우승을 이끌었으며 발리로 이적 후 현재까지 69경기 22골을 기록하고 있다.

## 국가대표팀 경력
2006년부터 2007년까지 모친의 고국인 네덜란드 U-17 대표팀에서 활동하다가 2013년 부친의 고국인 인도네시아 성인대표팀에 첫 발탁된 뒤 필리핀과의 친선 경기에서 국제 A매치 데뷔전을 치러 팀의 2-0 완승에 일조했다.
그 후 싱가포르와의 2016년 AFF 스즈키컵 A조 조별리그 최종전에서 1-1로 팽팽히 맞서던 후반 40분경 A매치 데뷔골을 역전골로 장식하며 팀의 2-1 승리와 함께 4강 진출에 공헌했고 이후 베트남과의 4강 1차전에서도 경기 종료 직전 극적인 페널티킥 동점골로 2-2 무승부를 이끌어내며 팀의 결승 진출의 교두보를 마련했으나 팀은 태국과의 결승 1차전에서 2-1로 이겼음에도 2차전에서 0-2로 패하며 AFF 챔피언십 통산 5번째 준우승에 만족해야만 했다.
그리고 동티모르와의 2018년 AFF 스즈키컵 B조 조별리그 2차전에서 후반 14분 페널티킥 추가골을 터뜨리며 팀의 3-0 완승을 이끌었으나 팀은 아쉽게도 1승 1무 2패·조 4위에 머무르며 4강 진출에 실패했다.

## 통계
| 인도네시아 | 인도네시아 | 인도네시아 |
| 연도       | 출전       | 골         |
| ---------- | ---------- | ---------- |
| 2013       | 1          | 0          |
| 2014       | 0          | 0          |
| 2015       | 0          | 0          |
| 2016       | 8          | 2          |
| 2017       | 2          | 0          |
| 2018       | 7          | 1          |
| 합계       | 18         | 3          |